# Johanna Sällström
Johanna Maria Ellinor Berglund-Sällström (Stoccolma, 30 dicembre 1974 – Malmö, 13 febbraio 2007) è stata un'attrice svedese.
Morì suicida nel 2007 all'età di 32 anni.

## Filmografia parziale
Cinema
- Under ytan, regia di Daniel Fridell (1997)

Televisione
- Rederiet - serie TV, 2 episodi (1995)
- Tre kronor - serie TV, 27 episodi (1996-1997)
- Wallander - serie TV, 13 episodi (2005-2006)

## Premi
- Guldbagge
  - 1998: "Premio Guldbagge per la miglior attrice"